# Rohan Watson
Rohan Watson (* 29. April 2002) ist ein jamaikanischer Leichtathlet, der sich auf den Sprint spezialisiert hat. Mit der jamaikanischen 4-mal-100-Meter-Staffel gewann er 2023 eine Bronzemedaille bei den Weltmeisterschaften in Budapest.

## Sportliche Laufbahn
Erste internationale Erfahrungen sammelte Rohan Watson im Jahr 2023, als er bei den Weltmeisterschaften in Budapest das Halbfinale im 100-Meter-Lauf erreichte und dort mit 10,07 s ausschied. Zudem gewann er mit der jamaikanischen 4-mal-100-Meter-Staffel in 37,76 s gemeinsam mit Ackeem Blake, Oblique Seville und Ryiem Forde die Bronzemedaille hinter den Teams aus den Vereinigten Staaten und Italien. 2025 erreichte er bei den Hallenweltmeisterschaften in Nanjing das Finale im 60-Meter-Lauf und belegte dort in 6,59 s den fünften Platz.
2023 wurde Watson jamaikanischer Meister im 100-Meter-Lauf.

## Persönliche Bestzeiten
- 100 Meter: 9,91 s (+1,1 m/s), 7. Juli 2023 in Kingston
  - 60 Meter: 6,50 s, 1. März 2025 in Spanish Town